# Марцино, Дарио
Дарио Никола Марцино (итал. Dario Nicola Marzino; род. 19 сентября 1996, Тун, Берн) — швейцарский футболист, вратарь клуба «Янг Бойз».

## Клубная карьера
Марзино является воспитанником молодежных клубов «Дюрренаст» и «Тун». В 2012 перешел в молодежную академию «Янг Бойз» . С 2013 по 2019 год он был в стартовом составе резервной команды «жёлто-черных». Летом 2015 года его официально перевели в основную команду «Янг Бойз», где он исполнял обязанности запасного вратаря. 3 августа 2020 года он дебютировал на профессиональном уровне, выйдя на замену в победном матче против «Санкт-Галлен» (3:1). Он был запасным вратарем «Янг Бойз», когда они выиграли подряд чемпионские титулы с 2017 по 2020 года. 8 сентября 2020 года на правах сезонной аренды он перешёл в «Винтертур» из Челлендж-лиги. 24 сентября 2021 года он присоединился к «Шаффхаузену». В сезоне 2022/2023 он вернулся в «Янг Бойз» в качестве третьего вратаря.

## Карьера за сборную
В 2016 году Марцино сыграл 2 матча за сборную Швейцарии (до 20 лет).

## Достижения

### «Янг Бойз»
- Чемпион Швейцарии: 2017/18, 2018/19, 2019/20, 2022/23[9]
- Обладатель Кубка Швейцарии:  2019/20, 2022/23[10]